# Olha Arkagyijivna Brizhina
Olha Arkagyijivna Brizhina, született Vladikina (ukránul: Ольга Аркадіївна Бризгіна [Владикіна], oroszul: Ольга Аркадьевна Брызгина [Владыкина] [Olga Arkagyjevna Brizgina]; Krasznokamszk, Permi terület, 1963. június 30. –) szovjet-orosz születésű, szovjet színekben világ- és olimpiai bajnok ukrán atléta, futó.

## Pályafutása
Megnyerte a 400 méteres síkfutás versenyszámát az 1987-es római világbajnokságon. Egy évvel később a szöuli olimpiai játékokon is győzelmet szerzett ebben a számban, továbbá tagja volt a négyszer négyszázon aranyérmes szovjet női váltónak. Az előbbi szám döntőjében új olimpiai rekorddal győzött, míg a szovjet váltóval új világrekordot állított fel.
1991-ben még szovjet színekben nyert aranyérmet négyszer négyszázon a tokiói világbajnokságon, majd az 1992-es barcelonai olimpián az Egyesített Csapat tagjaként vett részt. A váltóversenyben megvédte címét, 400 méteren pedig a Marie-José Pérec mögött másodikként ért célba a döntőben.

## Egyéni legjobbjai
- 200 méteres síkfutás - 22,44 s (1985)
- 400 méteres síkfutás - 48,27 s (1985)

## Magánélete
Férje, az ukrán születésű Viktor Brizhin szintén sikeres atléta volt, az 1988-as olimpiai játékokon aranyérmet nyert a négyszer százas szovjet férfi váltóval. 1989-ben született lányuk, Jelizaveta Brizhina jelenleg is aktív atléta. Ukrán színekben versenyez, a 2010-es Európa-bajnokságon egy arany- és egy ezüstérmet nyert, a 2012-es londoni olimpián pedig tagja volt a bronzérmes négyszer százas női váltónak.